# Амина Ханум
Амина Ханум (араб. أمينة خانم‎; тур. Emine Hanım; 1770—1824) — первая супруга Мухаммеда Али Египетского, вали (паши) Египта и родоначальника династии Мухаммада Али.

## Ранние годы
Амина Ханум родилась в 1770 году в Нусратлы (эялет Румелия) в семье Нусретли Али-аги, правителя Кавалы. У неё было два брата — Мустафа-паша и Али-паша, а также три сестры — Марьям Ханум, Пакиза Ханум и Ифат Ханум.

## Первое замужество
Амина Ханум официально была замужем за Али-беем. Однако их брак не был консуммирован, так как её муж умер до того, как пара стала жить вместе.

## Второе замужество
Амина Ханум вышла замуж за Мухаммеда Али Египетского в 1787 году, задолго до того, как тот стал наместником Египта и поднялся до ранга паши. Она родила ему четырёх сыновей, доживших до совершеннолетия: Ибрагима-пашу Египетского, Ахмада Тусун-пашу, Исмаила Камиля-пашу, Абд аль-Халим-бея, а также двух дочерей: Тавхиду Ханум и Хадиджу Назли Ханум. Мухаммед Али питал к ней нежные чувства и относился к ней с уважением.
Амина Ханум не последовала за Мухаммедом Али в Египет, а после его назначения там наместником в 1805 году она вместе с дочерьми прожила ещё около двух лет в Стамбуле, где они хорошо изучили дворцовую культуру. После своего прибытия и вхождения в гарем, располагавшийся в Каирской цитадели в 1808 году Амина Ханум отдалилась от Мухаммеда Али из-за его многочисленных рабынь-наложниц, которых он приобрёл за время их разлуки.
В 1814 году Амина Ханум совершила паломничество, отправившись из Джидды в Мекку с караваном из 500 верблюдов, вёзших её слуг, свиту и товары. На этом пути в долине Мина её встретил Мухаммед Али, тем самым публично признавая её в качестве своей первой супруги. Из-за великолепия её свиты и охраны, а также роскошного шатра местные жители называли её «царицей Нила».
Когда её сын Тусун-паша возрасте 23 лет, в 1816 году, умер от чумы Амина Ханум приблизила к себе его жену Бамбу Кадин и её сына Аббаса.

## Смерть
Амина Ханум умерла в 1824 году и была похоронена в Хош аль-Баше, мавзолее имама аш-Шафии в Каире.